# Brian Laing
Brian Henry Laing (Bronx, 14 dicembre 1985) è un ex cestista statunitense, professionista nella NBDL e in Europa.